# Каталонська Вікіпедія

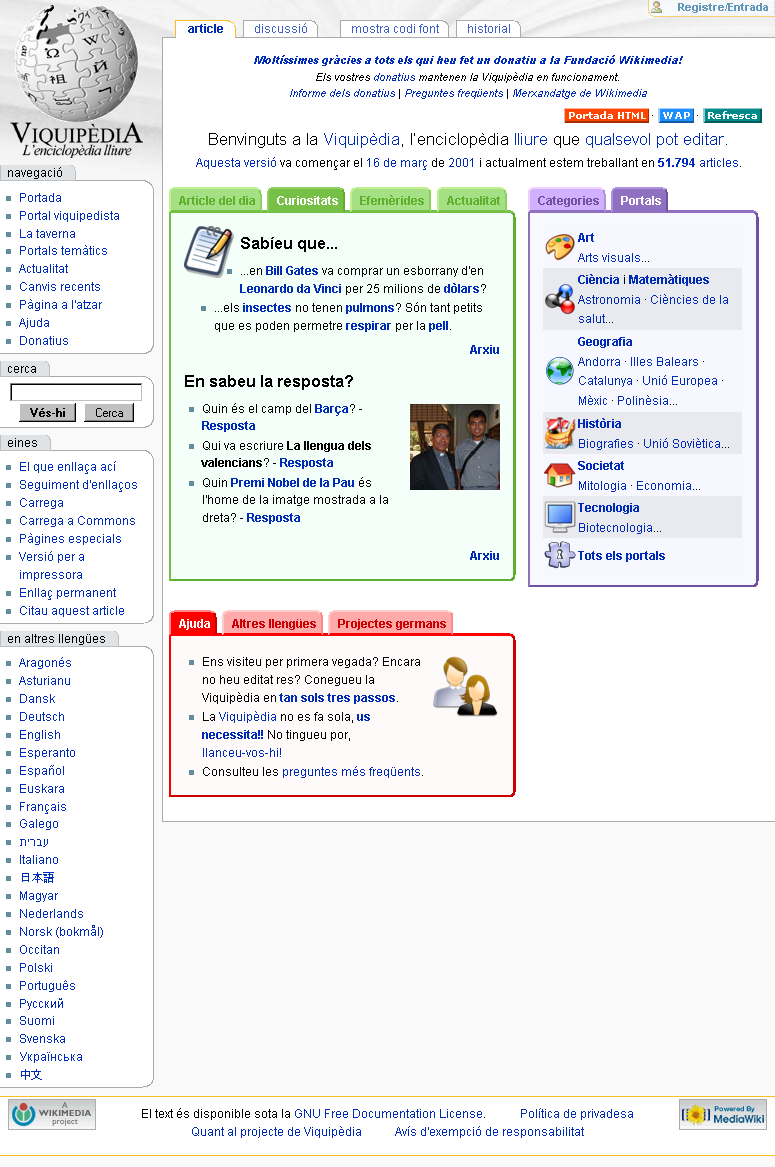
Головна сторінка каталонської Вікіпедії 2007 року

Каталонська Вікіпедія (кат. Viquipèdia en català) — розділ Вікіпедії каталонською мовою. Одна з перших Вікіпедій.
Каталонська Вікіпедія станом на 28 березня 2025 року містить 771 223 статті, 509 779 зареєстрованих користувачів, 1196 активних дописувачів, 26 адміністраторів
. Загальна кількість сторінок в каталонській Вікіпедії — 1 932 553, редагувань — 34 854 723, завантажених файлів — 11 414
. Глибина (рівень розвитку мовного розділу) каталонської Вікіпедії середня і становить 40.9 пунктів
. Нині це 20-а найбільша Вікіпедія, що знаходиться між перським і сербським розділами.

## Історія створення
Каталонська Вікіпедія — це третій розділ Вікіпедії, створений лише через кілька хвилин після заснування німецькомовної Вікіпедії.
16 березня 2001 року Джиммі Вейлз заявив, що він прагне створити Вікіпедії й іншими мовами, зокрема він також зацікавлений і в створенні каталонської версії. Перші випробування були здійснені на Німецькій Вікіпедії [Архівовано 1 грудня 2010 у Wayback Machine.] і через декілька хвилин було створено каталонську Вікіпедію на домені Catalan.wikipedia.com.
Перше редагування в неанглійській частині Вікіпедії зафіксовано в каталонському розділі о 21:07 UTC 16 березня 2001 року. Перша неанглійська стаття була створена також в каталонській Вікіпедії — Àbac (українською — Абак) о 01:41 UTC 17 березня 2001 року.
Після деякого часу домен було змінено на ca.wikipedia.com, а згодом на ca.wikipedia.org. Від 2003 року спільнота вікіпедистів почала використовувати назву Viquipèdia, коли мова йшла про каталаномовний розділ Вікіпедії.
18 січня 2008 року каталонська Вікіпедія перетнула межу в 100 тисяч статей, 21 вересня 2009 — 200 тисяч, 21 грудня 2010 року — 300 тисяч, 12 квітня 2013 року — 400 тисяч, 11 березня 2016 року — 500 тисяч (Ода Крог стала ювілейною статтею), 8 січня 2019 року — 600 тисяч. Каталонська Вікіпедія є найбільшою вікіпедією серед усіх регіональних мов, з великим відривом від конкурентів.
На початку 2010 року каталонська Вікіпедія завдяки згуртованій роботі стала найкращою серед всіх мовних розділів у проєкті Вікіпедія:Статті, які повинні бути в усіх вікіпедіях

## Стиль
Каталонська Вікіпедія дозволяє використовувати будь-який з каталонських діалектів. Формальною вимогою є використання діалектів AVL або IEC. Головним критерієм, як правило, є використання єдиного діалекту в статті для кращого сприйняття. Крім того, в документах про місця, культуру, особливості конкретної області, як правило, використовують діалект.

## Нейтральність
Каталонська Вікіпедія не раз ставала об'єктом уваги з боку іспанських ЗМІ, які звинувачували її в просуванні націоналістичних, антиіспанських ідей на шкоду нейтральності та енциклопедичності. Для каталонської Вікіпедії типово часте використання прапорів і забарвлень Каталонії, Валенсії, східних Піренеїв і Балеарських островів разом зі згадуванням відомих політичних і культурних діячів, що в інших мовних розділах згадуються, як іспанські чи рідше французькі громадяни. Було помічено, що в статтях каталонською мовою самі Каталонія і Валенсія називаються державами, на чию територіальну цілісність зазіхає Іспанія, хоча в інших мовних розділах Каталонія і Валенсія визнані регіонами Іспанії. Статті, пов'язані з історією Іспанії та Каталонії в цілому порушують нейтральність і представляють Іспанію в ролі агресора.
Антиіспанські настрої поширюються і на адміністраторів каталанського розділу, які ставлять захист на статті зі спірною темою і займаються масовим блокуванням проіспанських або навіть просто іспанських учасників без попередження, навіть якщо ті не порушували правила проєкту. Блокування навіть може послідувати за використання іспанської мови в сторінці обговорення або форумі, хоча учасника не будуть карати за використання іншої мови, окрім іспанської. Водночас сама Іспанська Вікіпедія вважається набагато більш нейтральною і неупередженою в історичних і політичних питаннях багато в чому завдяки тому, що багато статей на спірні теми було укладено в рамках консенсусу між проіспанськими та прокаталанськими користувачами. Каталонська Вікіпедія ж навпаки представляє виключно каталонську точку зору.